# Distretto di Lam Plai Mat
Il distretto di Lam Plai Mat (in thailandese: ลำปลายมาศ) è un distretto (amphoe) della Thailandia, situato nella provincia di Buriram.